# Alloa
Alloa (gael. Allmhagh Mór) – miasto w Szkocji, położone 11 kilometrów od Stirling, ośrodek administracyjny hrabstwa Clackmannanshire. Ok. 19 tysięcy mieszkańców. 
W 1943 roku w Alloa mieściła się Kwatera Główna 1 Samodzielnej Brygady Strzelców, a następnie 1 Dywizji Grenadierów.